# Memphis lemnos
Espèce
Memphis lemnos est une espèce d'insectes lépidoptères (papillons) de la famille des Nymphalidae, de la sous-famille des Charaxinae et du genre Memphis.

## Dénomination
Memphis lemnos a été décrit par Herbert Druce en 1874 sous le nom initial de Paphia lemnos.
Synonyme : Anaea lemnos.

## Description
Memphis lemnos est un papillon d'une envergure d'environ 58 mm, aux ailes antérieures à bord costal bossu, bord externe concave et bord interne aussi. Chaque aile postérieure porte une queue.
Le dessus est bleu marine avec une partie basale bleu métallisé et aux ailes antérieures une ligne submarginale de taches bleu métallisé.
Le revers est marron marbré de gris et de vert et simule une feuille morte.

## Écologie et distribution
Memphis lemnos est présent en Équateur et au Pérou.

### Protection
Pas de statut de protection particulier.